# Victor Westerholm
Victor Westerholm, né le 4 janvier 1860 à Turku (Finlande propre) et mort le 19 novembre 1919 dans cette même ville, est un peintre finlandais parfois considéré comme le dernier représentant de l'école de Düsseldorf. Il est également à l'origine de l'Önningebykolonin, groupe de peintres réuni à Åland entre 1886 et 1892.

## Biographie

### Jeunesse
Victor Westerholm est issu d'une famille de paysans et de marins de Nagu. Ses parents, Victor et Maria Fredrika Westerholm (née Andersson) s'installent à Turku avant sa naissance. Son père connaît une mort accidentelle alors que le jeune Victor est tout juste âgé d'un an. Sa mère s'établit comme couturière et se remarie en 1863 avec un marin, Karl August Mattson, avec qui elle a trois enfants dont un seul atteint l'âge adulte.

### Études
Le talent de Westerholm se révèle très tôt, et il étudie auprès de Robert Wilhelm Ekman à Turku. Après la mort d'Ekman, il entre à l'école des Beaux-Arts de Turku et y reçoit l'enseignement de Walter Runeberg, Fredrik Ahlstedt et Torsten Waenberg. Il bénéficie d'une bourse qui lui permet d'étudier à l'Académie des beaux-arts de Düsseldorf de 1878 à 1880 et de 1881 à 1886, avec pour professeurs Andreas Müller, Hugo Crola et Eugen Dücker. Düsseldorf est alors en train de perdre son aura de centre artistique au profit de villes comme Paris, et Westerholm est parfois considéré comme le dernier représentant de l'école de Düsseldorf. Il travaille en atelier, mais se livre également à de fréquentes excursions à la campagne pour peindre ses paysages.

### Mariage et Tomtebo

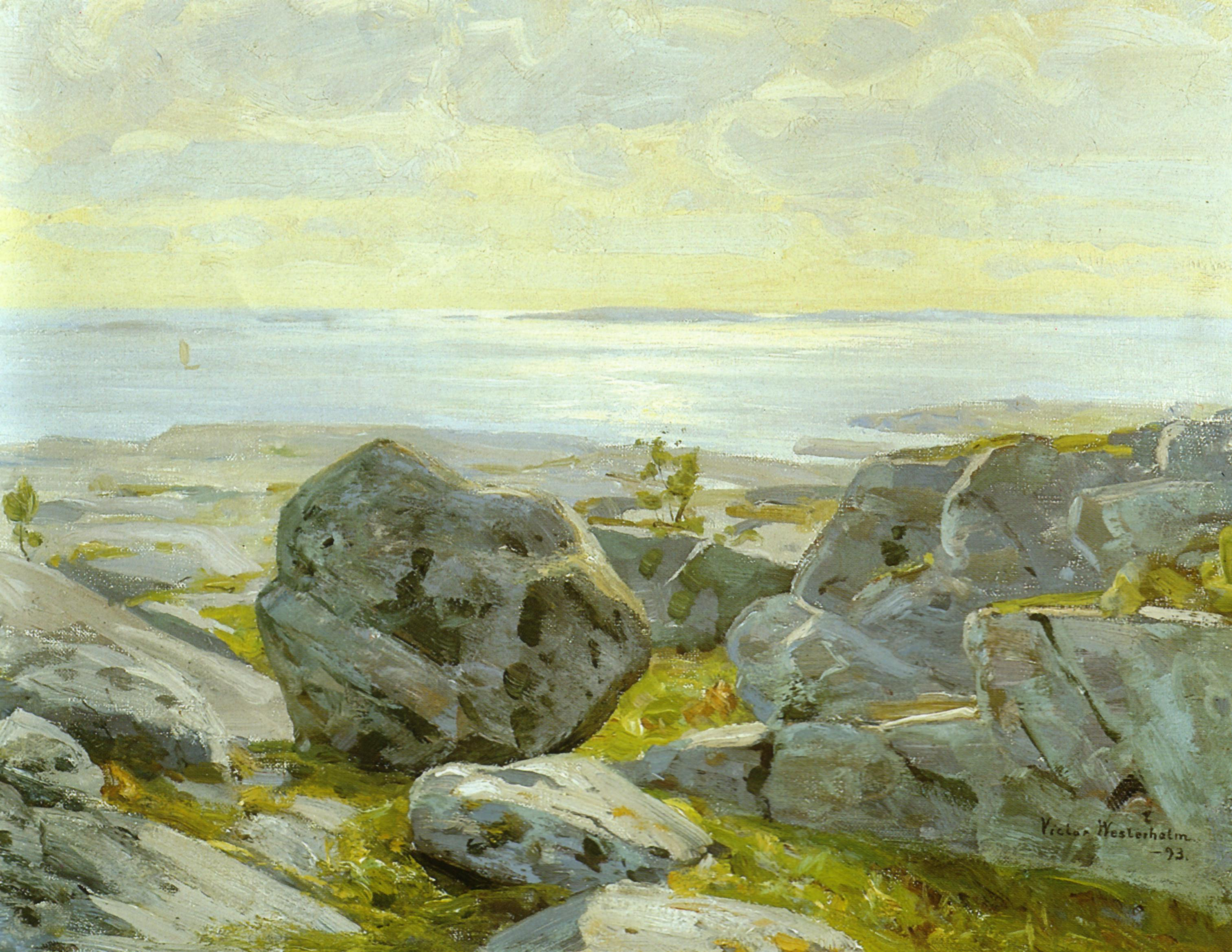
Strandlandskap på Åland (« Paysage côtier d'Åland »), 1893.

En 1880, Westerholm rentre en Finlande et remplace Waenberg à l'école des Beaux-Arts de Turku. Il rencontre Hilma Alander, âgée de 17 ans, et l'épouse en 1885. Alander est elle-même peintre et fait des études d'art, mais après leur mariage, elle abandonne ses projets artistiques pour se consacrer à leurs enfants. Le couple s'installe en 1886 dans l'archipel d'Åland, où Westerholm s'était déjà rendu en 1880 pour y peindre des paysages. Ils vivent dans une maison appelée Tomtebo, dans l'actuelle commune de Jomala, avec vue sur le canal de Lemström (sv).
Les Westerholm invitent des collègues peintres à venir les rejoindre, et à partir de l'été 1886, un petit groupe d'artistes s'établit autour de Tomtebo. Cette « colonie d'Önningeby » (Önningebykolonin) réunit des peintres finlandais (Hanna Rönnberg (sv), Elin Danielson, Eva Topelius (sv), Helmi Sjöstrand (sv)) et suédois (J.A.G. Acke, Anna Wengberg).
Westerholm est contraint d'accepter un poste d'enseignant à Turku pour des raisons financières, et le couple revient s'installer sur le continent, Tomtebo devenant une simple résidence d'été. La colonie se disperse peu à peu dans les années qui suivent, la dernière réunion ayant lieu en 1892.

### Fin de vie

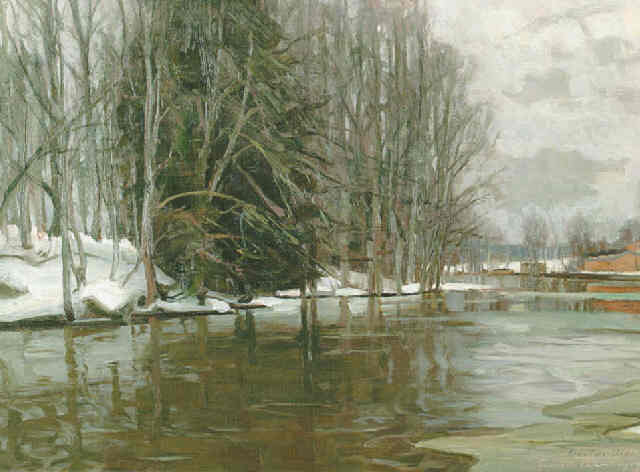
Landskap från Mustio (« Paysage de Mustio »), 1917.

Vers la fin des années 1880, Westerholm se rend à plusieurs reprises à Paris pour y étudier les toiles de Jules Lefebvre et de Gustave Boulanger. Le mouvement impressionniste l'intéresse également, mais ses tentatives de l'importer en Finlande sont mal accueillies et ses toiles ne se vendent pas, le contraignant à retourner à un style plus conventionnel.
Après avoir séjourné à Helsinki de 1893 à 1894, Westerholm retourne à Turku. Il cesse d'enseigner en 1898 et se consacre entièrement à son art, peignant de nombreux paysages de l'intérieur du pays et notamment dans la vallée du Kymijoki. Il connaît le succès sur le tard : une exposition consacrée à ses œuvres rencontre un franc succès en 1913. Alors qu'il est devenu un artiste respecté, une pneumonie l'emporte en 1919, à l'âge de 59 ans.